# Руждија
Руждија (тур. Rüşdiye) је световна или рушдије средњошколска институција основана у Османском царству, после Танзиматских реформи 1839. године.

## Оснивање
Године 1845, током владавине султана Абдулмеџида I, припремљен је едикт западног типа, којим је било предвиђено успостављање новог образовног система. Био устројен по узору на француски образовни систем и састојао се од основне школе (Sıbyan mektebi), средње школе (Руждије) и колеџа (Dârülfünun). Прва руждија отворена је 1847. године у школи Давуд-паша у Истанбулу. Свака руждија је требало да има старијег и млађег учитеља, надзорника и управника. Укупно је отворана 331 оваква средња школа и у њима се школовало 18.750 ученика.

## Наставни програм
У руждијама је настава била на турском језику. Школовање је трајало 4 године, а настава је извођена 6 сати дневно. У руждијама су предавали наставници исламске вероисповјести, квалификовани као учитељи, а похађала су их само муслиманска деца. Руждије је финансирала држава из својих средстава.
У наставном програму изучавали су се следећи предмети:
- Веронаука,
- Османска граматика, правопис и писање,
- Арапски и персијски језик,
- Књиговодство,
- Математика,
- Калиграфија,
- Увод у геометрију,
- Општа и османска историја,
- Географија,
- Гимнастика,
- Локални језик који се користи у школи,
- У четвртој години час француског језика за ученике добровољце.[9]

Четири предмета била су најважнија: турски и арапски језик, читање Курана и арапско писмо.

## Руждије у Србији
Године 1878. на територији Новопазарског Санџака било је 4 руждије. Најстарија руждија основана на територији данашње Србије је новопазарска руждија. Она је основана 1865. године, и представља најстарију руждију у новопазарском санџаку, а после сарајевске и најстарију у Босанском вилајету. Од 1868. школа се налазила у згради на Житном тргу, у централној зони Новог Пазара, у којој је данас смештен Музеј „Рас”.
Пролазећи кроз Пријепоље, чувени османски путописац Евлија Челебија поред осталог је забележио и то да у овом граду постоји руждија подигнута половином 19. века. У Сјеници, као седишту Новопазарског санџака, руждија је отворена тек 1900. године.
У босанском пашалуку било је око 22 руждије, мада њихов тачан број није познат.